# La familia P. Luche
La familia P. Luche é uma série de televisão de comédia mexicana exibida pelo Canal de las Estrellas entre 7 de agosto de 2002 e 16 de setembro de 2012. Criada, dirigida, produzida, protagonizada e escrita pelo humorista Eugenio Derbez, surgiu a partir de várias esquetes transmitidas em Derbez en cuando, as quais narravam a história de uma família que vive situação cômicas.

## Elenco
- Eugenio Derbez - Ludovico P. Luche
- Consuelo Duval - Federica Dávalos de P. Luche
- Luis Manuel Ávila - Junior P. Luche/Don Mateo
- Regina Blandón - Bibi P. Luche
- Miguel Pérez - Ludoviquito P. Luche
- Bárbara Torres - Elsa/Excelsa
- Bryan Gibran Mateo - Maradonio P. Luche
- Pierre Angelo - Flavio P. Luche
- Dalilah Polanco - Martina P. Luche
- Juan Verduzco - Camerino Maragón
- Mercedes Vaughan - Lucrecia Dávalos
- Nora Velázquez - Francisca Dávalos
- Sergio Ramos Gutiérrez - Lauro Dávalos
- Pablo Valentín - Rigo
- Catalina López - Cristy
- Silvia Eugenia Derbez - Chela
- Abraham Pérez - Cortillo
- Guillermo Ochoa
- Isabel Madow
- Emilio Azcárraga Jean
- Danna Paola
- María Elena Velasco
- Xavier López
- Alejandra Guzmán
- Jaime Camil
- Carmen Salinas
- Eduardo Santamarina
- Sebastián Rulli
- Edgar Vivar
- Patricia Reyes Spíndola
- Alejandro Speitzer
- Paquita la del Barrio
- Lucía Guilmáin
- Edith González

## Episódios
| Temporada | Temporada | Episódios | Exibição original    | Exibição original      |
| Temporada | Temporada | Episódios | Estreia de temporada | Final de temporada     |
| --------- | --------- | --------- | -------------------- | ---------------------- |
|           | 1         | 38        | 7 de agosto de 2002  | 3 de março de 2004     |
|           | 2         | 24        | 19 de março de 2007  | 28 de agosto de 2007   |
|           | 3         | 18        | 8 de julho de 2012   | 16 de setembro de 2012 |